# Pir Shah Jurio
Pir Shah Jurio – stanowisko archeologiczne należące do cywilizacji doliny Indusu, położone w prowincji Sindh w południowym Pakistanie, w okolicach Karaczi. Stanowisko zostało odkryte i wstępnie opisane przez Abdura Raufa Khana w 1964 roku. Najprawdopodobniej było ważnym portem morskim kultury harappańskiej

## Architektura i lokalizacja
Stanowisko badane było kilkukrotnie w latach 60. i 70. XX wieku przez ekspedycję z Wydziału Geologii Uniwersytetu w Karaczi pod przewodnictwem A.R. Khana. Kolejne ekspedycje miały miejsce w 1999, 2000, 2004 oraz 2013 roku.
Osada, położona około 25 metrów nad poziomem morza, ulokowana była na dwóch owalnych wzgórzach - wzgórze A o obwodzie 330 metrów oraz znacznie mniejsze wzgórze B o obwodzie 40 metrów. Położone w pobliżu ujścia rzeki Hub do Morza Arabskiego, pełniło w starożytności najprawdopodobniej funkcję portu handlowego i mogło mieć powiązania handlowe zarówno z innymi portowymi miastami należącymi do kultury harappańskiej, takimi jak Lothal, Sutkagen Dor, Sokta Koh czy Kot Bala, jak i z portami Zatoki Perskiej.
Stanowisko otoczone jest rozległymi, żyznymi równinami, wykorzystywanymi do uprawy roli.

### Cmentarzysko nowożytne
Na terenie stanowiska archeologicznego Pir Shah Jurio znajduje się również nowożytny cmentarz, wykorzystywany przez lokalną społeczność. Grzebanie zmarłych na nieprzebadanym wcześniej stanowisku archeologicznym doprowadziło wielokrotnie do przypadkowego wykopania fragmentów ceramiki i innych przedmiotów. Najstarsze pochówki datuje się na XVII wiek.

## Chronologia
Datowanie radiowęglowe odnalezionych fragmentów ceramiki pozwoliło określić przybliżony wiek osady na połowę III tysiąclecia p.n.e., co lokuje ją w czasach rozkwitu właściwej kulury harappańskiej.

## Znaleziska
Podczas badania zespół archeologów udokumentował obecność licznych artefaktów archeologicznych: fragmentów ceramiki zarówno gładkich, jak i malowanych oraz perforowanych, rozbitych fragmentów zabawek, ostrzy i skrobaków z krzemienia, polerowanych odważników, kawałków miedzi, bransolet z terakoty i muszli oraz trójkątnych tabliczek glinianych.
Znaleziona na stanowisku ceramika (dzbany, garnki, talerze i miski) wykazuje cechy typowe dla dojrzałej kultury harappańskiej, paleta barw stosowana do jej malowania (czerwienie, brązy, czerń) jest również typowa dla tego okresu. 